# Wodniak błędnika
Wodniak błędnika lub inaczej wodniak śródchłonki (łac. hydrops labyrinthi, ang. labyrinthine hydrops) – poszerzenie przestrzeni śródchłonkowych ucha wewnętrznego związane ze wzrostem ciśnienia hydraulicznego śródchłonki. Nie jest chorobą, tylko objawem towarzyszącym wielu jednostkom chorobowym. Często utożsamiany jest z chorobą Ménière’a.

## Patofizjologia
Patomechanizm prowadzący do powstania wodniaka błędnika związany jest z zaburzeniem homeostazy śródchłonki:
- zaburzenie wydzielania śródchłonki
- zaburzenie wchłaniania śródchłonki
- zaburzenia składu śródchłonki.

Powyższe procesy dają w konsekwencji wzrost objętości endolimfy i zwiększają ciśnienie hydrauliczne w przestrzeniach ślimaka. Wzrost ciśnienia zwykle narasta stopniowo. Powoduje on ucisk na komórki zmysłowe narządu Cortiego i narządu równowagi, co objawia się charakterystycznym obrazem klinicznym. Następnie rosnące ciśnienie powoduje „rozciągnięcie” błędnika błoniastego i w konsekwencji przerwanie struktur błoniastych ucha wewnętrznego i wymieszanie endolimfy z perylimfą. Zaburzenia składu endolimfy (poprzez zmianę składu jonowego) powoduje blokadę depolaryzacji z przejściowym upośledzeniem zakończeń nerwu przedsionkowego i ślimakowego, co także manifestuje się charakterystycznymi objawami klinicznymi. Odkształcenie struktur błoniastych jest zwykle większe na szczycie ślimaka niż u jego podstawy. Tłumaczy to występowanie objawów wynikających z upośledzenia tonów niskich, które są właśnie odbierane na szczycie ślimaka. Charakterystyczne objawy wodniaka błędnika występują cyklicznie i zwykle ustępują po przywróceniu homeostazy płynowej ucha wewnętrznego: regeneracja błon błędnika błoniastego oraz przywrócenie stężeń jonów sodowych i potasowych.

## Przyczyny
Jest wiele chorób prowadzących do zaburzeń homeostazy płynów ucha wewnętrznego. Należą do nich:
- choroba Ménière’a- czyli idiopatyczny (bez uchwytnej przyczyny) wodniak błędnika
- zespół Ménière’a- czyli wszystkie patologie dające takie objawy jak w chorobie Ménière’a, jednak mające swoją przyczynę (wtórny proces chorobowy):
  - hiperlipidemia
  - choroby endokrynologiczne, szczególnie choroby tarczycy
  - zaburzenia naczyniowe
  - choroby metaboliczne: cukrzyca
  - choroby z autoagresji: toczeń rumieniowaty układowy, choroba Crohna
  - choroby infekcyjne
  - urazy głowy ze złamaniem podstawy czaszki
  - reakcje polekowe
  - reakcje alergiczne.

## Objawy
- Silne zniekształcenia nieliniowe dźwięku odbierane w zakresie niskich częstotliwości. Jako referencyjną należy przyjąć 100 Hz, bodziec o F-100 Hz chory słyszy znacznie ciszej i niżej oraz ma wrażenie  tonu o częstotliwości ok. 70 Hz, przy tym jest on mocno zniekształcony nieliniowo. Dotyczy to zresztą wszystkich dźwięków w zakresie od 400 Hz do 100 Hz[potrzebny przypis].
- fluktuacyjny ubytek słuchu manifestujący się okresowym niedosłuchem odbiorczym pochodzenia ślimakowego
- nagle występujące zawroty głowy – mogą występować z nudnościami lub wymiotami oraz oczopląsem
- szum uszny, zwykle niskoczęstotliwościowe „buczenie”, związany z większym uszkodzeniem w szczycie ślimaka, który jest odpowiedzialny za odbiór tonów niskich
- uczucie „pełności” w uchu, chory zwykle podaje uczucie zatkania ucha, słyszenia „jak za mgłą”, „wzrostu ciśnienia wewnątrz ucha”.

Powyższemu atakowi objawiającemu się ww. objawami mogą także towarzyszyć:
- bladość
- potliwość
- znaczny wzrost ciśnienia tętniczego
- tachykardia

Charakterystyczną cechą jest, że pomiędzy atakami pacjent nie manifestuje żadnych objawów klinicznych. Jednak duża częstotliwość ataków może w konsekwencji powodować stopniowe pogarszanie się słuchu (zaczynające się od spadku w zakresie niskich częstotliwości). 
Ponadto należy zaznaczyć, że każdy pacjent z chorobą Ménière’a ma wodniaka błędnika, natomiast nie każdy pacjent z wodniakiem błędnika ma chorobę Ménière’a. Wynika stąd, że wodniak błędnika jest szerszym pojęciem niż choroba Ménière’a, z którą często jest utożsamiany i obejmuje jeszcze wiele innych patologii wymienionych powyżej (zespół Ménière’a).

## Diagnostyka
Ze względu na dużą różnorodność chorób wywołujących powstawanie wodniaka błędnika (choroba i zespoły Menierowskie). Diagnostyka powinna obejmować:
- badanie neurologiczne
- badania krwi: poziom hormonów tarczycy, glukozę, profil lipidowy, badanie przeciwciał (ANA), badania w kierunku alergii
- badania audiometryczne: audiometria tonalna, OAE
- badania obrazowe: MRI.

## Leczenie
Jest przyczynowe - leczenie choroby Ménière’a, lub zespołów Ménière’a. Ponadto objawowo stosuje się leki hamujące czynność układu przedsionkowego. Należą do nich: dimenhydrynat, skopolamina, diazepam, meklizyna, benzodiazepiny. Ponadto w procesach autoimmunologicznych i innych o charakterze zapalnym stosuje się glikokortykosterydy.